# Mahnmal für die Opfer für ein freies Österreich 1934–1945

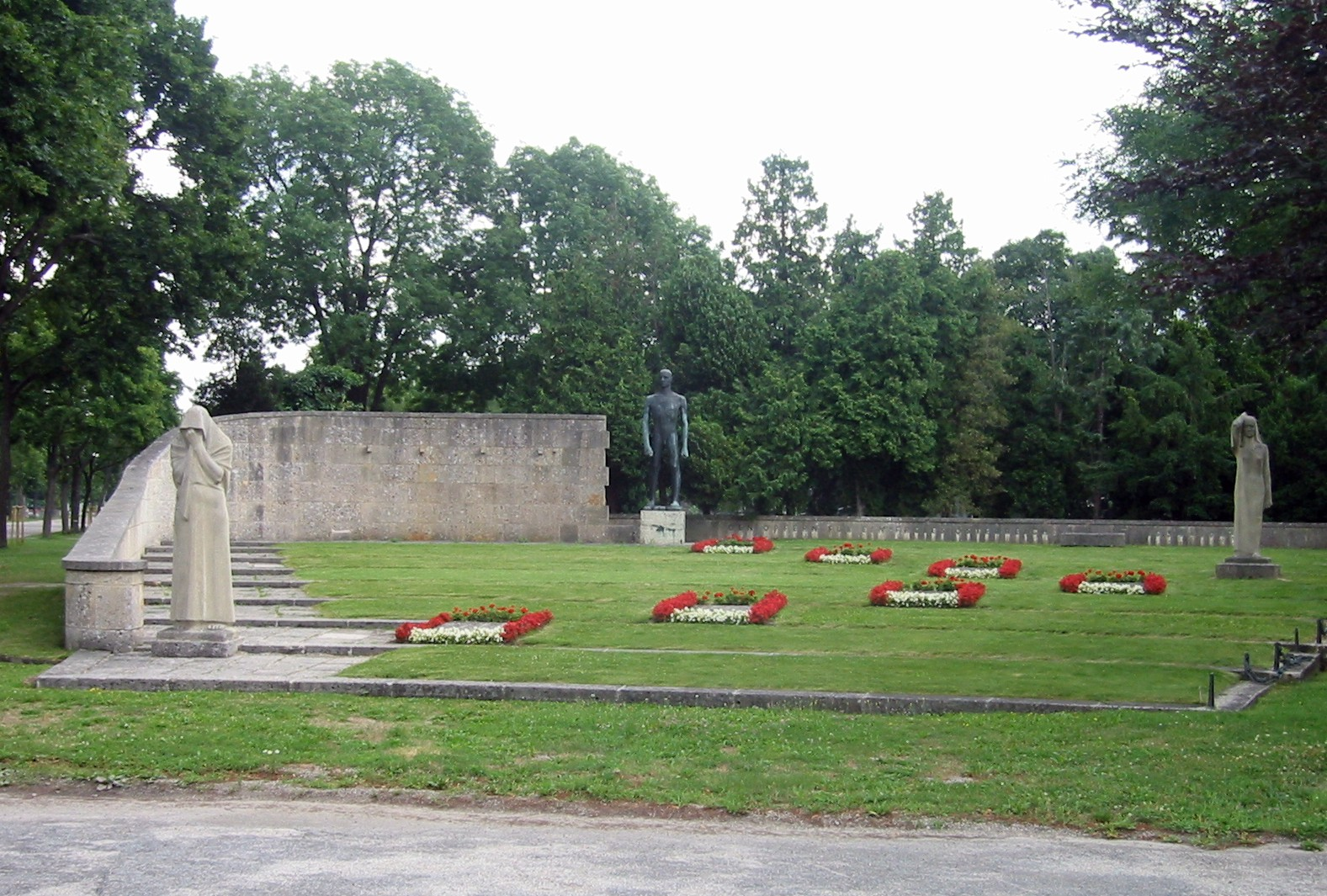
Mahnmal der Stadt Wien am Zentralfriedhof

Das Mahnmal der Stadt Wien ist eine Gedenkstätte am Wiener Zentralfriedhof und „den Opfern für ein freies Österreich 1934–1945“ gewidmet. Es wurde von der Stadt Wien gestiftet, von Fritz Cremer, Wilhelm Schütte und Margarete Schütte-Lihotzky gestaltet und am 1. November 1948 von Bürgermeister Theodor Körner der Öffentlichkeit übergeben.

## Widmung
Das Denkmal besteht aus drei Statuen von Fritz Cremer, sieben Bodenplatten und einem gemauerten Rundbogen. Die erste der sieben Bodenplatten ist den Opfern des Austrofaschismus (1934–1938) gewidmet, die zweite bis sechste den Opfern jeweils eines Jahres des NS-Regimes, die siebente und letzte den Opfern der Jahre 1944 und 1945.
Die Widmung bezieht sich ausdrücklich auf beide autoritäre Systeme, die Österreichs Bevölkerung zwölf Jahre lang unterdrückt und terrorisiert hatten: den an faschistischen Ideen orientierten sogenannten Ständestaat (1933–1938) und das von Rassenwahn und Expansionismus dominierte nationalsozialistische Terrorregime Adolf Hitlers. Die Arbeiter-Zeitung schrieb explizit von einer Widmung für die Opfer, die „zwischen 1934 und 1945 im Kampf um ein freies Österreich gefallen sind“ und nannte die Namen der ersten Opfer Georg Weissel, Koloman Wallisch, Karl Münichreiter und Emil Swoboda, allesamt sozialdemokratische Führungsfiguren des Februaraufstands. Wiewohl die Empörung der Sozialdemokratie über die Brutalität der Vaterländischen Front nachvollziehbar ist, erscheint eine Gleichstellung der beiden Regime historisch nicht legitimiert. Die Dollfuß/Schuschnigg-Diktatur verursachte zwar politische Todesopfer im dreistelligen Bereich, die Nationalsozialisten hingegen verübten Massenmord und industrielle Vernichtung von über 106.900 unschuldigen Österreichern und Österreicherinnen, vom Kleinkind bis zum Greis: rund 65.000 jüdische Staatsbürger Österreichs fielen dem Holocaust zum Opfer, rund 9.000 Roma und Sinti dem Porajmos, rund 25.000 den NS-Medizinverbrechen, mehr als 7.000 der Verfolgung politisch Andersdenkender und zusätzlich mehr als 900 der Verfolgung durch die NS-Militärjustiz. Nicht berücksichtigt sind in dieser Auflistung die ebenfalls mit KZ und Ermordung verfolgten gleichgeschlechtlich orientierten Menschen, die sogenannten Asozialen und die Zeugen Jehovas.
Die Widmung des Mahnmals ist zweideutig: Der Name impliziert alle Opfergruppen, der Untertitel „Den Opfern für ein freies Österreich“ reduziert die Zielgruppe auf nur jene, die aktiv Widerstand leisteten. Nun war es aber den meisten Opfern von Holocaust, Porajmos, Eugenik, Schwulen- und Religionsverfolgung gar nicht möglich, Widerstand zu leisten. Insofern verwundert es nicht, dass die meisten Opfergruppen sich in diesem Denkmal nicht repräsentiert fühlten und im Laufe der Wende des 20. zum 21. Jahrhundert die Errichtung weiterer Mahnmale eingefordert wurde. Nach der Stunde Null war es den Begründern der Zweiten Republik und ihres Opfermythos ein besonderes Anliegen, „den Vorkämpfern für ein freies Österreich“ zu gedenken, zumal das Vorhandensein eines namhaften innerösterreichischen Widerstands gegen den Nationalsozialismus in der Moskauer Deklaration von 1943 ausdrücklich als Vorbedingung der Wiederherstellung der staatlichen Souveränität Österreichs genannt wurde.
Stifter des Denkmals ist die Stadt Wien, weshalb es auch Mahnmal der Stadt Wien bezeichnet wird. Das Denkmal findet sich am Wiener Zentralfriedhof, Tor 2, Gruppe 41, Rundplatz. Die offizielle Anschrift lautet Simmeringer Hauptstraße 234 in Wien-Simmering.

## Errichtung, Gestaltung, Eröffnung
Der Wiener Stadtsenat beschloss am 30. Oktober 1945 die Errichtung eines Denkmals der Stadt Wien für die „im Kampf gegen den Nazifaschismus und für ein freies, unabhängiges Österreich Gefallenen“, welches ursprünglich im Stadtzentrum errichtet werden sollte. Hingegen wollte die KPÖ am Zentralfriedhofes ein Denkmal für ihre vom NS-Regime ermordeten Mitglieder errichten und schrieb einen eigenen Wettbewerb aus, welchen Ernst Plojhar gewann. Im Oktober 1946 beantragte die Wiener KPÖ beim Stadtsenat die Überlassung des Grundstückes am Zentralfriedhof für ihr Denkmal. Nachdem die Kommunisten bei der Landtags- und Gemeinderatswahl am 25. November 1945 nur 7,9 Prozent erlangt hatte, während die SPÖ mit 57,18 Prozent über eine souveräne Mehrheit verfügte, war die Wirkmächtigkeit der Kommunisten im Wesentlichen erloschen.
Am 18. Dezember 1946 schrieb das Wiener Stadtbauamt einen Wettbewerb für ein Denkmal für die Nazi-Opfer am Zentralfriedhof aus, an dem Fritz Cremer, Mario Petrucci und Fritz Wotruba teilnahmen, sowie Karl Stemolak, der später zurücktrat. Die Jury bestand aus Vizebürgermeister Paul Speiser, drei Stadträten, zwei bildenden Künstlern, zwei leitenden Beamten des Stadtbauamtes, sowie aus drei Vertretern des Landesverbands der politisch Verfolgten. Das Gremium sprach sich einhellig für den Entwurf Roter Kreis aus, der vom deutschen Bildhauer und Kommunisten Fritz Cremer und dem österreichischen Architektenpaar Wilhelm Schütte und Margarete Schütte-Lihotzky, beide KPÖ-Mitglieder, vorgelegt worden war. Somit waren die Kommunisten beruhigt, ein eigenständiges KPÖ-Denkmal jedoch abgewendet.
Die Grundsteinlegung erfolgte am 1. November 1947 durch den damaligen Bürgermeister Theodor Körner, den späteren Bundespräsidenten der Republik Österreich. Die feierliche Enthüllung des Mahnmals erfolgte am 1. November 1948, wiederum durch Körner. Für den musikalischen Rahmen der Zeremonie sorgten ein Trompetenchor der Stadt Wien sowie der Männergesangsverein der Städtischen Straßenbahner unter Mitwirkung von vier Bläsern der Städtischen Straßenbahnerkapelle.

## Überparteiliche Gedenkveranstaltungen
Der Bau des Denkmals war von der Sozialdemokratie vorangetrieben worden, eine gemeinsame Gedenkkultur mit der ÖVP, die eine Gleichsetzung von Ständestaat und Nationalsozialismus ablehnte, blieb aus.
Zum 30. Jahrestag der Februarkämpfe kam es 1964 erstmals zu einem landesweiten Gedenktag, der von beiden Parteien getragen wurde. Am Mahnmal fand ein symbolischer Handschlag von Bundeskanzler Alfons Gorbach (ÖVP) und Vizekanzler Bruno Pittermann (SPÖ) statt. 2014 fand eine zweite Gedenkveranstaltung beider Parteien am Mahnmal statt, dieses Mal mit Bundeskanzler Werner Faymann (SPÖ) und Vizekanzler Michael Spindelegger (ÖVP).